# Sexorcism
Sexorcism je studiové album finské rockové skupiny Lordi. Vydáno bylo v březnu roku 2018 a jeho producentem byl Mikko Karmila.

## Seznam skladeb
1. „Sexorcism“ – 6:52
2. „Your Tongue's Got the Cat“ – 4:45
3. „Romeo Ate Juliet“ – 4:21
4. „Naked in My Cellar“ – 4:45
5. „The Beast Is Yet to Cum“ – 4:50
6. „Polterchrist “– 5:23
7. „SCG9: The Documented Phenomenon“ – 1:14
8. „Slashion Model Girls“ – 5:25
9. „Rimskin Assassin“ – 4:50
10. „Hell Has Room (No Vacancy in Heaven)“ – 5:04
11. „Hot & Satanned“ – 4:33
12. „Sodomesticated Animal“ – 4:23
13. „Haunting Season“ – 6:15

## Obsazení
- Mr. Lordi
- Amen
- Ox
- Mana
- Hella